# هاريسون سميث (منافس ألعاب قوى)
هاريسون سميث (بالإنجليزية: Harrison Smith)‏ هو منافس ألعاب قوى أمريكي، ولد في 5 نوفمبر 1876 في Winchester, New Hampshire ‏ في الولايات المتحدة، وتوفي في 24 أغسطس 1947 في Upper Montclair, New Jersey ‏ في الولايات المتحدة.

## وصلات خارجية
- هاريسون سميث على موقع أوليمبيديا (الإنجليزية)